# Maurice Aubergé
 (décembre 2024).
Maurice Aubergé, né le 21 octobre 1910 à Orléans et mort le 3 mai 1974 à Neuilly-sur-Seine, était un scénariste français.

## Filmographie sélective
- 1942 : Dernier Atout
- 1945 : Falbalas
- 1946 : Les Démons de l'aube
- 1952 : La Vérité sur Bébé Donge
- 1955 : Les Hommes en blanc
- 1956 : La Châtelaine du Liban
- 1958 : Mimi Pinson
- 1958 : La Fille de Hambourg
- 1960 : Le Passage du Rhin
- 1964 : Jean-Marc ou la Vie conjugale
- 1964 : Françoise ou la Vie conjugale